# Episodi di Piccoli brividi (serie televisiva 2023) (seconda stagione)
La seconda stagione della serie televisiva Piccoli brividi, sottotitolato Piccoli brividi - La misteriosa avventura (Goosebumps: The Vanishing), composta da otto episodi, è stata interamente distribuita dal 10 gennaio 2025 sul servizio di video on demand Disney+ ed Hulu (negli Stati Uniti), in tutti i paesi in cui il servizio è disponibile.
| nº | Titolo originale                 | Titolo italiano                                   | Romanzo                           | Pubblicazione   |
| -- | -------------------------------- | ------------------------------------------------- | --------------------------------- | --------------- |
| 1  | Stay Out of the Basement: Part 1 | Il mistero dello scienziato pazzo (prima parte)   | Il mistero dello scienziato pazzo | 10 gennaio 2025 |
| 2  | Stay Out of the Basement: Part 2 | Il mistero dello scienziato pazzo (seconda parte) | Il mistero dello scienziato pazzo | 10 gennaio 2025 |
| 3  | The Haunted Car                  | La macchina stregata                              | La macchina stregata              | 10 gennaio 2025 |
| 4  | Monster Blood                    | Un barattolo mostruoso                            | Un barattolo mostruoso            | 10 gennaio 2025 |
| 5  | The Boy Who Cried Monster        | Al mostro! Al mostro!                             | Al mostro! Al mostro!             | 10 gennaio 2025 |
| 6  | The Ghost Next Door              | Il fantasma della porta accanto                   | Il fantasma della porta accanto   | 10 gennaio 2025 |
| 7  | Welcome to Camp Nightmare        | Benvenuti al campo del terrore                    | Il campeggio degli orrori         | 10 gennaio 2025 |
| 8  | Invasion of the Body Squeezers   | L'invasione degli stritolatori                    | L'invasione degli stritolatori    | 10 gennaio 2025 |

## Il mistero dello scienziato pazzo (prima parte)
- Titolo originale: Stay Out of the Basement: Part 1
- Diretto da: Rob Letterman
- Scritto da: Hilary Winston e Rob Letterman

### Trama
Nel 1994, un gruppo di quattro adolescenti si introduce nel cuore della notte in un forte di Brooklyn; il fratello minore di Matty, Anthony, li segue di nascosto, ma viene mandato via. I ragazzi si imbattono in una strana sostanza polverosa e, quando Matty ne entra in contatto, muore.
Nel 2024, i gemelli adolescenti CeCe e Devin vanno a Brooklyn per stare con il padre, Anthony, per l'estate. Anthony li accoglie felicemente, ma avverte i figli di non scendere nello scantinato, dove conduce degli esperimenti. In seguito Anthony incontra Jen, poliziotta ex fidanzata di Matty, che gli consegna la felpa che Matty indossava la notte in cui morì. La sera, i gemelli vanno al parco per incontrare i loro amici Frankie e CJ, a cui si aggiunge Alex, figlia di Jen appena uscita dal riformatorio; Devi scopre che la ragazza per cui ha una cotta, Frankie, sta con Trey, vicino di casa di Anthony. Il gruppo parla del forte in cui è morto Matty, ritenendolo infestato, e Devin propone di andare sul posto per impressionare Frankie. Trey sfida Devin a addentrarsi nel forte, poi spegne la corrente per spaventarlo. Devin ha una visione dello zio e viene colpito dalla polvere misteriosa, accusando dei forti malesseri. Anthony scopre la stessa polvere sulla felpa di Matty e vede la sostanza trasformarsi in viticci che si insediano sotto la sua pelle. CeCe porta Devin a casa, ma il ragazzo viene trascinato nelle fogne dai viticci e assume la polvere, prima di riuscire a liberarsi e dimenticarsi quanto appena successo.

## Il mistero dello scienziato pazzo (seconda parte)
- Titolo originale: Stay Out of the Basement: Part 2
- Diretto da: Rob Letterman
- Scritto da: Hilary Winston e Rob Letterman

### Trama
Anthony si accorge di avere un parassita nel braccio, riesce a estrarlo e metterlo nel freezer. Devin e Anthony vanno a trovare in ospedale la nonna di Devin, la quale soffre di demenza e patisce ancora per la morte di Matty. Accusando perdite di memoria, Devin teme di avere anche lui la demenza e si riavvicina a Frankie, scatenando la gelosia di Trey. Innervosito per la situazione, durante l'ennesima disputa con Trey, Anthony rompe il finestrino della sua auto. Per vendicarsi di Devin e Anthony, Trey si introduce nel seminterrato della loro casa e distrugge diversi scaffali, prima di essere catturato dal parassita nel freezer. Frankie, che ha cercato invano di fermare Trey, riesce a seguirlo nel seminterrato, vedendolo riemergere come una creatura mostruosa. Devin vede il mostruoso Trey inseguire Frankie fino alla concessionaria del padre di Trey, dove Devin e Frankie riescono a sconfiggere il mostro, il cui spirito entra nell'auto di Trey, infestandola. 

## La macchina stregata
- Titolo originale: The Haunted Car
- Diretto da: Erin O'Malley
- Scritto da: Brian Otaño

### Trama
Nel 2023, Alex e alcuni amici fanno esplodere dei fuochi d'artificio in un edificio, nonostante la preoccupazione di Alex; due ragazzi danno accidentalmente fuoco al posto e Alex, rimasta indietro, viene accusata per l'accaduto e mandata in riformatorio da Jen. 
Nel presente, Anthony scopre che il parassita è scomparso e intuisce che il responsabile sia Trey, avendo trovato i suoi vestiti nel freezer. Ne parla con Jen e si scopre rapidamente che anche Trey è sparito. Alex vede uno dei vecchi amici che l'hanno mandata in riformatorio e, dato che lui continua a evitarla, "prende in prestito" l'auto di Trey per seguirlo, facendosi accompagnare da CeCe. L'auto comincia ad agire mossa da volontà propria e CeCe se ne va dopo che il veicolo ha quasi investito l'ex amico di Alex. Alex viene bloccata nella macchina, ma riesce a scappare prima che l'auto si butti nell'oceano. Anthony, in cerca di risposte sulla morte di Matty, entra nel forte, trovando Trey svestito e in stato confusionale dopo che il suo spirito si è materializzato lì. 

## Un barattolo mostruoso
- Titolo originale: Monster Blood
- Diretto da: Gillian Robespierre
- Scritto da: John Mahone

Un mese fa, CeCe incontra i suoi amici più brillanti, prima di andare a trovare il suo allenatore di dibattito, che le dice che non è stata ammessa al campo estivo di dibattito. Al giorno d'oggi, CeCe si prepara per un incontro con Cathrine Boscow della Brown. Lungo la strada incontra Alex, che le restituisce la tazza di kombucha con le particelle infestate al suo interno. Nel frattempo, Frankie e Devin sono all'ospedale dove Trey è catatonico, e un medico entra per visitare Trey. CJ incontra quel medico in ospedale che gli dice di non lavorare lì. CeCe va al colloquio, che viene rovinato da un'epistassi. CeCe finisce nell'appartamento di sua madre, anche se non ricorda come ci sia arrivata, e vomita altro liquido nero. Una macchia inizia a fuoriuscire dal lavandino e insegue CeCe fuori dall'appartamento, raggiungendo lei, Devin e Frankie sul treno. CeCe riesce a sfuggirle fulminandola in un tunnel e facendola frantumare da un treno. Jen interroga Trey in ospedale, ma lui non ricorda nulla, mentre Devin, Frankie e CeCe tornano a Fort Jerome, dove vedono Anthony andarsene indossando una tuta protettiva.

## Al mostro! Al mostro!
- Titolo originale: The Boy Who Cried Monster
- Diretto da: Oz Rodriguez
- Scritto da: James Eagan

CJ racconta una storia spaventosa alla sorellina, spiegandogli perché non ha fatto l'ultima consegna. Sua madre gli dice di essere più responsabile. Si dirige a consegnare la zuppa ad Anthony. Lì, però, Anthony perde un occhio. Anthony scopre che c'era un piccolo strappo nella sua tuta protettiva dall'episodio precedente. Nel frattempo, Devin incontra una misteriosa ragazza di nome Hannah al parco e Trey viene dimesso dall'ospedale. CJ torna a casa dei Brewer con sua madre, ma Anthony sembra stare bene quando arrivano. CJ viene licenziato. Anthony chiama CJ e gli dice di tornare così può spiegare. Tuttavia, quando CJ arriva, Anthony non ricorda di averlo chiamato. Anthony rapisce CJ. Al parco, Hannah scompare improvvisamente dopo che Devin riceve una chiamata da Frankie. Anthony, apparentemente fuori di sé, cerca di costringere CJ a bere una sostanza viscida nera, ma viene salvato da Frankie, Trey e CeCe. I ragazzi scappano di casa, prendendo una misteriosa cassetta che era stata lasciata da Jen, e la misteriosa donna dell'ospedale si presenta e porta via il corpo di Anthony.

## Il fantasma della porta accanto
- Titolo originale: The Ghost Next Door
- Diretto da: Eduardo Sánchez
- Scritto da: Mariko Tamaki

La donna misteriosa parla con la testa decapitata di Anthony e spiega che sta accelerando il processo che sta trasformando il suo corpo in una poltiglia nera. Altrove, i ragazzi, ora incluso Devin, incontrano Alex, che cambia idea sul coinvolgimento. Il gruppo ha intenzione di andare a guardare la cassetta alla casa di cura, ma Devin sente improvvisamente il bisogno di andare a trovare Hannah al parco. Si dirige nella direzione opposta. Il gruppo guarda la cassetta, che mostra una serie di scene di vita normale che portano alla scomparsa di Matty. Una delle ragazze nella cassetta si rivela essere Hannah. Le cassette finiscono con Hannah che viene trascinata sottoterra da una specie di mostro. Nel frattempo, Devin incontra Hannah al parco e, usando una sorta di ipnosi, lo conduce al Forte e cerca di farlo saltare giù dalla sporgenza. Viene salvato da Trey e Hannah si dissolve nella nebbia nera. I ragazzi tornano tutti a casa e scoprono che Anthony se n'è andato e capiscono che la donna misteriosa lo ha rapito. Nel frattempo, vediamo Anthony rimaterializzarsi in un baccello.

## Benvenuti al campo del terrore
- Titolo originale: Welcome to Camp Nightmare
- Diretto da: Gillian Robespierre
- Scritto da: Ben Epstein

L'episodio inizia con un flashback ambientato al forte mentre era un campo, che mostra cosa è successo al consigliere scomparso. Si scopre che l'origine del mostro è un'astronave precipitata al forte. Il gruppo scopre l'identità della misteriosa donna, Ramona Pamani, e rintraccia il suo laboratorio. Scoprono appunti di ricerca che rivelano qualcosa chiamato Progetto Orione. Poi torniamo al 1969, dove vediamo un gruppo di scienziati ricevere nomi in codice numerati. Ramona e suo padre guidano il progetto, dove cercano di creare un siero per rompere le capsule e rianimare chiunque si trovi al loro interno. Si scopre che il consigliere è incapsulato. Dopo aver creato un siero efficace, il padre di Ramona decide di usarlo per disattivare l'astronave. Tuttavia, il consigliere si risveglia e si trasforma, riattivando l'astronave. Ramona è l'unica a fuggire. Tornati al presente, i ragazzi decidono di entrare nel forte per salvare il padre.

## L'invasione degli stritolatori
- Titolo originale: Invasion of the Body Squeezers
- Diretto da: Rob Letterman
- Scritto da: Hilary Winston e Rob Letterman

I ragazzi salvano con successo il padre, anche se, nel tentativo di fuga, anche i ragazzi incapsulati del 1994 vengono miracolosamente rianimati. Con tutti riuniti, Anthony e Jen si dirigono ad affrontare Ramona per il male che ha causato in tutti questi anni, solo per scoprire che ha anche rianimato suo padre. Tuttavia, viene rivelato che, dopo essere stato incapsulato per così tanto tempo, non è più se stesso. Vomitando una sostanza viscida simile al Sangue di Mostro dell'episodio 4, si trasforma in un mostro alieno. Nel frattempo, i quattro ragazzi del 1994 sono irrequieti e tutti si dividono per poter prendere un po' d'aria. A turno, ognuno di loro si trasforma e CJ, Trey, Frankie, Alex, Devin e CeCe vengono tutti catturati. Anthony e Jen decidono di unire le forze per salvare i ragazzi. Aprendo il portello segreto, la nave raccoglie la sostanza viscida dalle capsule e dai mostri, prima di schizzare in cielo ed emettere una luce intensa. Anthony ha una visione di suo fratello, che finalmente gli dice addio. Poi si sveglia e Jen gli dice che sono tutti salvi. Poco dopo, tutti salutano CeCe e Devin. Un'ultima inquadratura mostra Trey che vomita qualcosa ricoperto di melma nera.